# 于子三墓
于子三墓位于中国浙江省杭州市上城区万松岭路凤凰山北麓、万松书院内，为浙江大学农艺系学生、曾任学生自治会主席的于子三的墓葬，于子三因投身“反内战、反饥饿、反迫害”的学生爱国民主运动，于1947年10月29日被国民党特务秘密杀害于上仓桥浙江省保安司令部监狱，次年3月14日葬于此。墓区占地440平方米，呈半圆形，坐东朝西，墓冢高1.8米，直径2.8米，采用混凝土结构，其前后的墓碑和围墙上分别刻有乔石和吴学谦的题词，现为1996年重修。

## 图片
- 全景
- 侧面
- 东侧围墙，其上镌刻吴学谦所题“学生魂”